# 托馬斯·沃爾科普

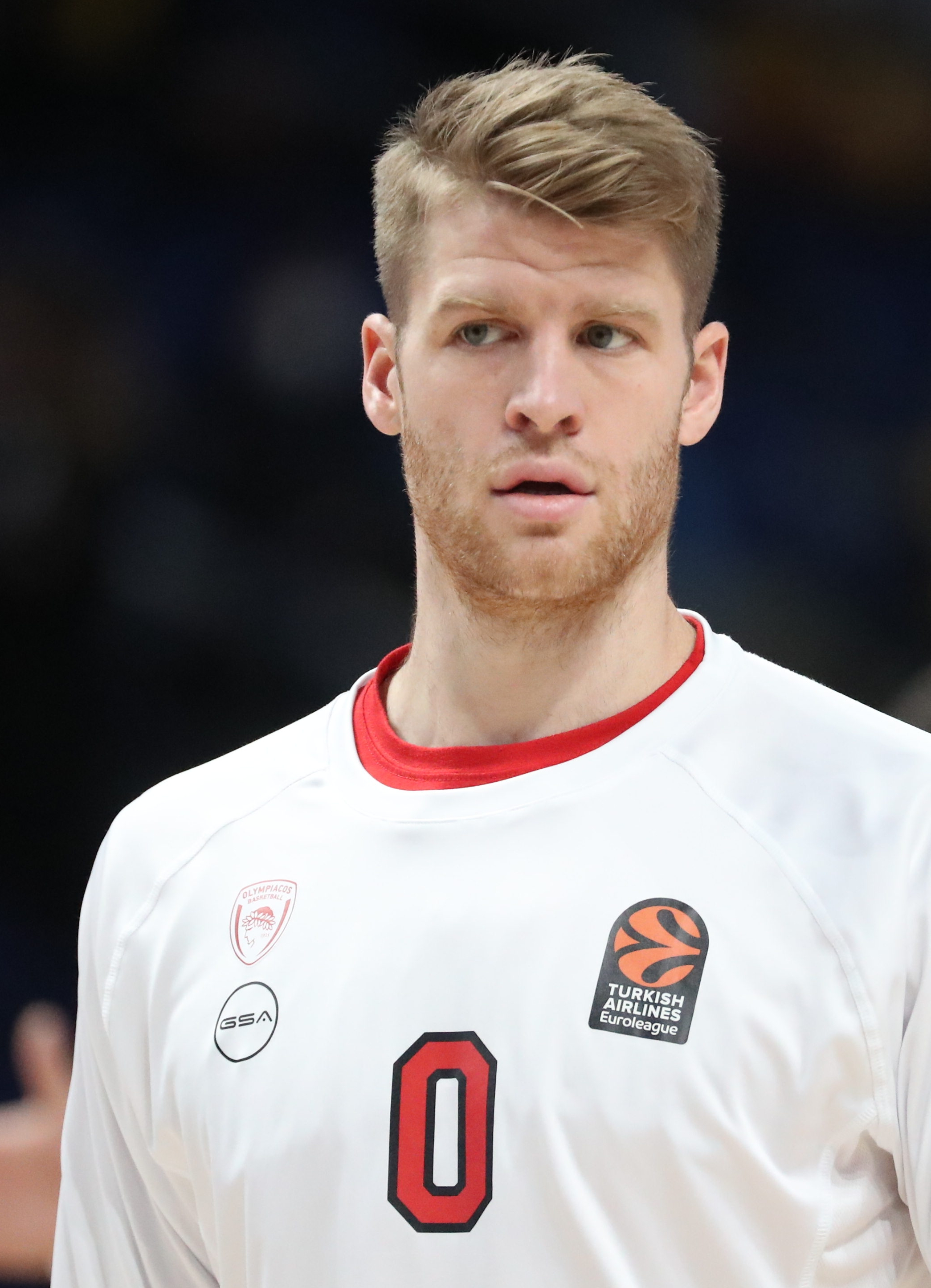

托馬斯·沃爾科普（英語：Thomas Walkup，1992年12月30日—），是希臘籃球運動員，出生於美國，於2023年歸化希臘，現在效力於奧林匹亞科斯籃球俱樂部。他也代表希臘國家男子籃球隊參加比賽。

## 外部連結
- 托馬斯·沃爾科普在fiba.basketball（英语）
- 托馬斯·沃爾科普在NBA G聯盟官網（英语）
- 托馬斯·沃爾科普在Basketball-Reference.com（NBA）（英语）
- 托馬斯·沃爾科普在Basketball-Reference.com（NBA G聯盟）（英语）
- 托馬斯·沃爾科普在Basketball-Reference.com（國際）（英语）
- 托馬斯·沃爾科普在Sports-Reference.com（NCAA）（英语）
- 托馬斯·沃爾科普在ESPN（NBA）（英语）
- 托馬斯·沃爾科普在Eurobasket.com（球員）（英语）
- 托馬斯·沃爾科普在Proballers（英语）
- 托馬斯·沃爾科普在RealGM（英语）
- Stephen F. Austin Lumberjacks bio